# Ermida de Nossa Senhora Mãe de Deus (Vila do Porto)

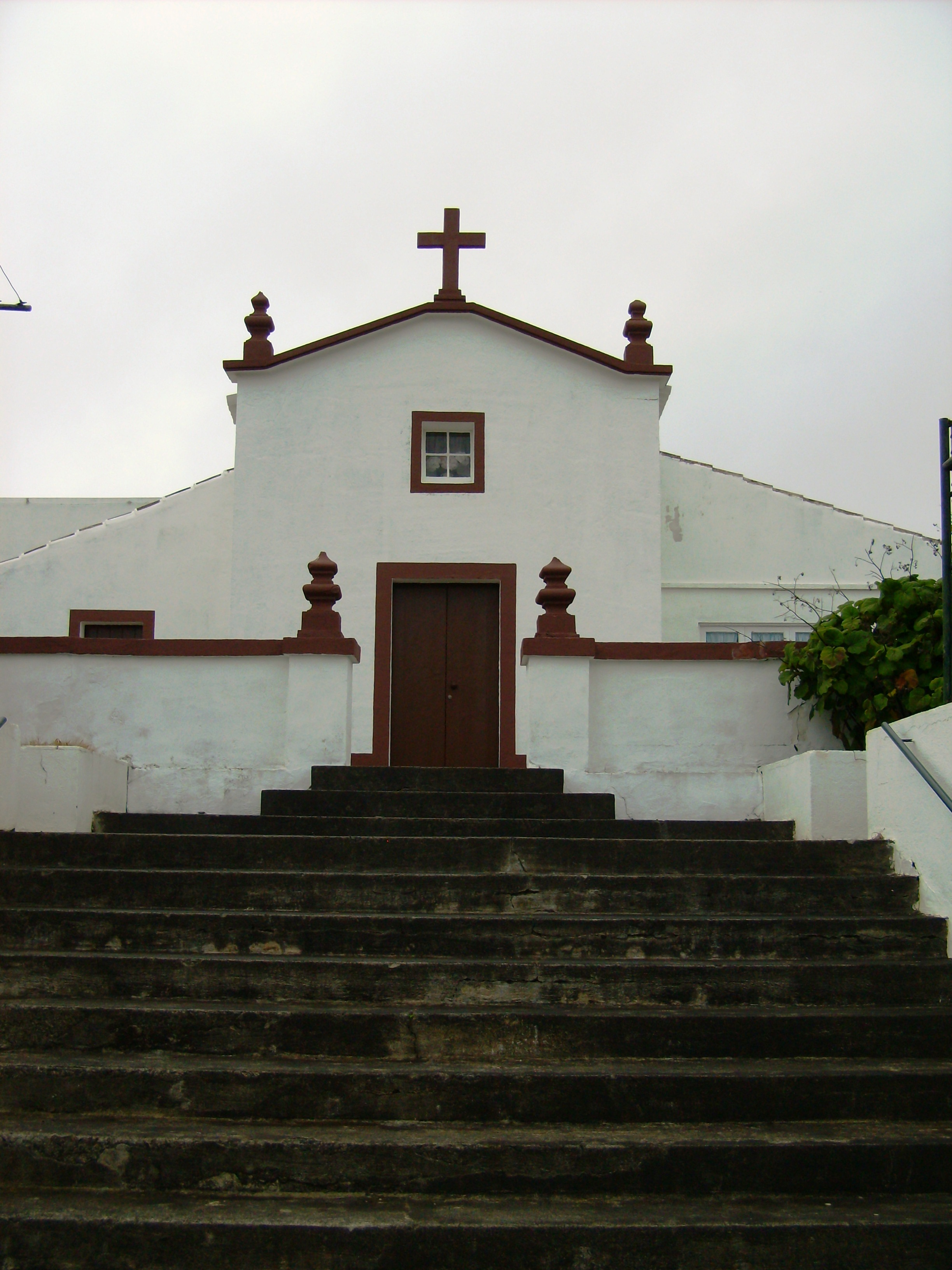
Ermida de Nossa Senhora Mãe de Deus.

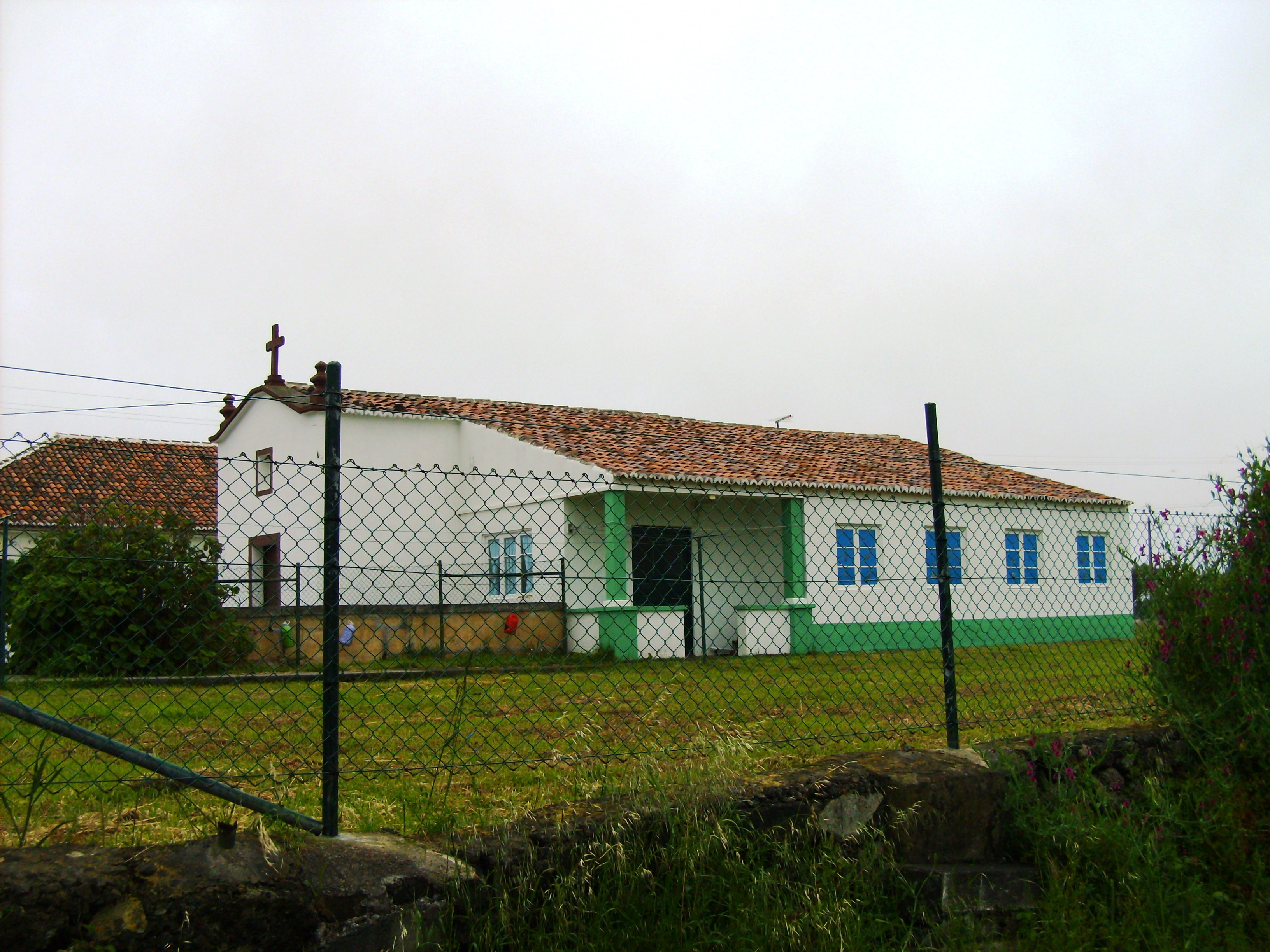
Ermida de Nossa Senhora Mãe de Deus.

A Ermida de Nossa Senhora Mãe de Deus, popularmente conhecida apenas como Ermida da Mãe de Deus, localiza-se em Salvaterra, na freguesia da Vila do Porto, concelho da Vila do Porto, na ilha de Santa Maria, nos Açores.

## História
MONTE ALVERNE (1986), em fins do século XVII, relaciona-a entre as ermidas da ilha designando-a de "Madre de Deus".
MONTEREY (1981) remonta a construção desta ermida ao século XVII.
SOUSA (1995), em 1822, localiza-a na povoação de Valverde, e informa que possui um cura pároco.
Aqui foi celebrado o casamento dos pais de Teófilo Braga, nascido em Ponta Delgada a 24 de fevereiro de 1843.

## Características
Possui copeira e alpendre, destinados aos tradicionais "Impérios".